# Allie X
Allie X, pseudonimo di Alexandra Ashley Hughes (Oakville, 31 luglio 1985), è una cantante canadese.

## Biografia
Nata in Ontario nel 1985, ha origini britanniche.
Intorno al 2006 comincia a esibirsi nel mondo musicale di Toronto con il nome Allie Hughes e nello stesso anno incide il suo primo album in maniera indipendente, intitolato Waiting for the Prize. Nel 2009 è la volta di Ladies and Gentlemen. Con il nome Allie Hughes ha anche pubblicato alcuni EP.
Nel 2008 prende parte al programma televisivo How Do You Solve a Problem Like Maria? e in seguito anche ad altre produzioni cinematografiche e televisive come The Boys in the Photograph, King, Being Erica e Instant Star.
Nel 2013 decide di trasferirsi negli Stati Uniti ed in particolare a Los Angeles per proseguire la sua carriera. Qui adotta lo pseudonimo Allie X e comincia a collaborare con il produttore Cirkut.
Il suo debutto ufficiale avviene nel febbraio 2014 con il singolo Catch, che viene inserito nell'EP CollXtion I, uscito nell'aprile 2015.
Tra il 2014 ed il 2015 collabora alla realizzazione dell'album Blue Neighbourhood di Troye Sivan.
Nel giugno 2017 pubblica il suo primo album in studio CollXtion II (Twin Music), anticipato dai singoli Old Habits Die Hard, That's so Us e Paper Love.
Nell'ottobre 2018 pubblica l'EP Super Sunset.
Come autrice, tra il 2017 ed il 2020 ha collaborato, tra gli altri, con Seohyun, Lea Michele, Jaira Burns, The Vamps, Troye Sivan, Leland e BTS.
Nel febbraio 2020 pubblica il suo secondo album Cape God, coprodotto da OzGo. Nel febbraio 2021 pubblica il singolo Glam!

## Discografia

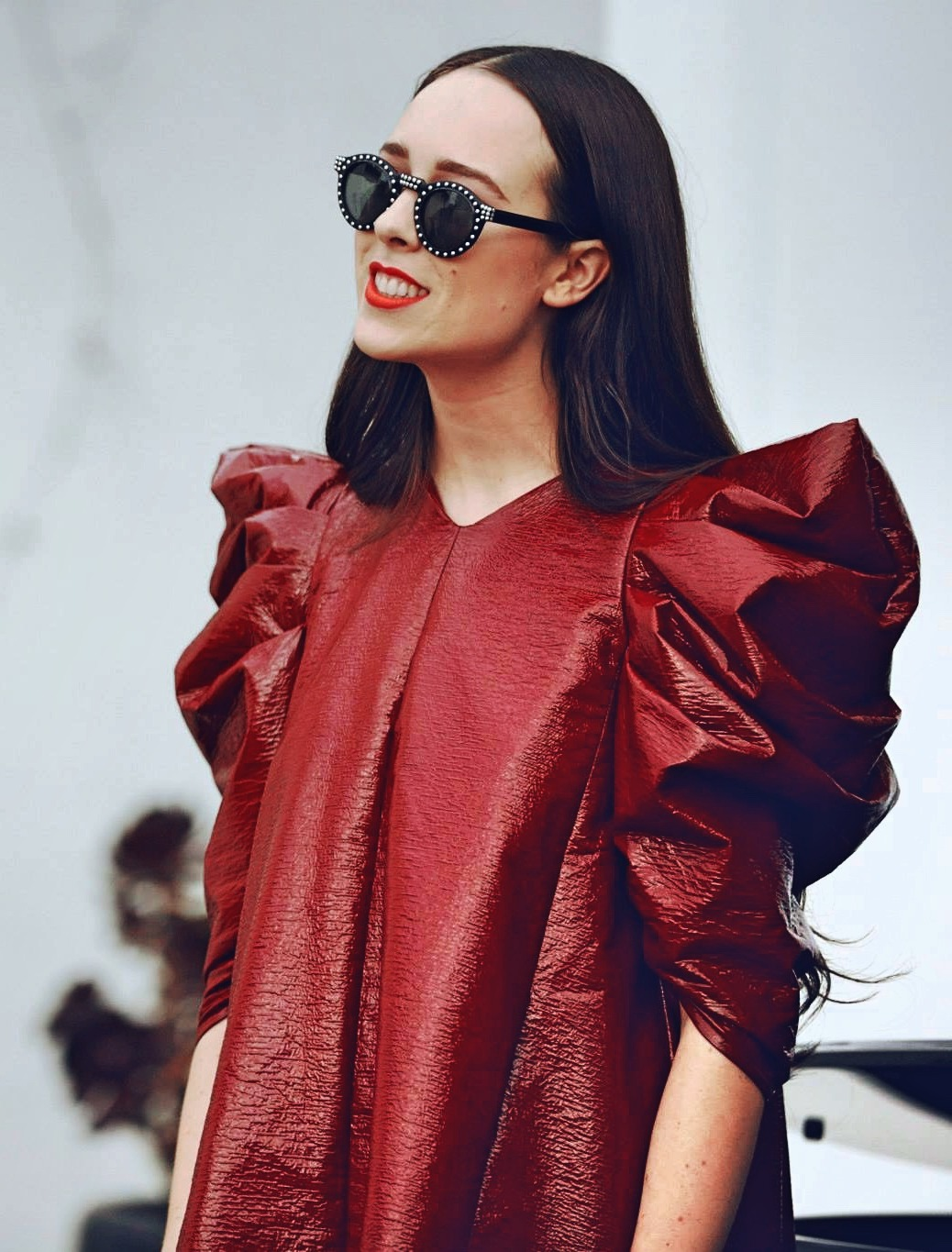
Allie X in concerto a Toronto nel 2015

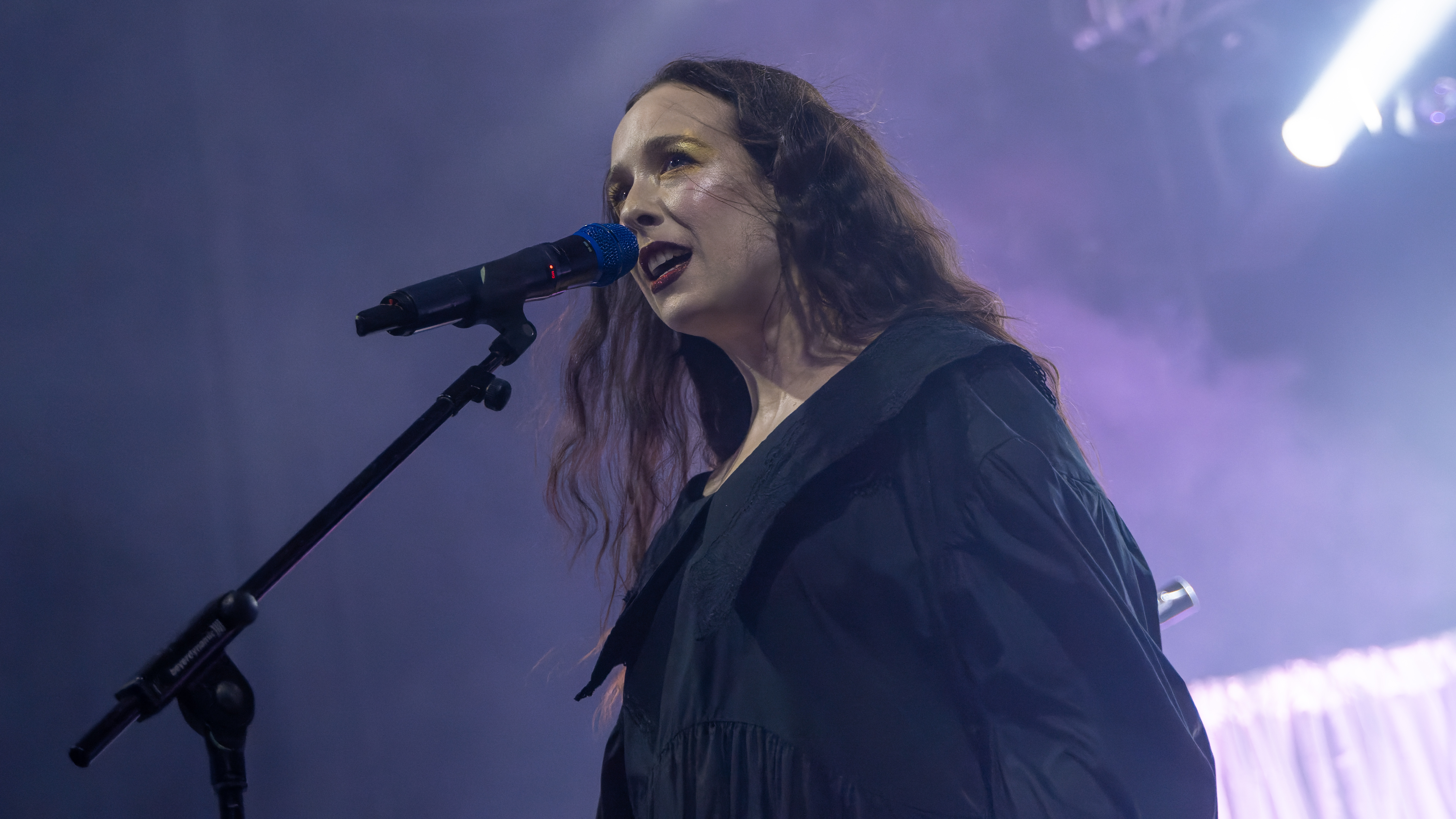
Allie X in concerto a Londra nel 2022

### Album in studio
Come Allie Hughes
- 2006 - Waiting for the Prize
- 2009 - Ladies and Gentlemen

Come Allie X
- 2017 - CollXtion II
- 2020 - Cape God
- 2024 - Girl with No Face

### EP
Come Allie Hughes
- 2010 - Allie Hughes
- 2012 - Allie X Andra

Come Allie X
- 2015 - CollXtion I
- 2015 - Catch EP
- 2017 - CollXtion II: Ʉnsolved
- 2018 - Super Sunset
- 2018 - Super Sunset (Analog)